# Winseler
Winseler (lb. Wanseler) –  miejscowość i gmina (gemeng / commune / Gemeinde) w północno-zachodnim Luksemburgu, w kantonie Wiltz. Do 3 października 2015 gmina leżała w dystrykcie Diekirch. Siedziba administracyjna gminy znajduje się w miejscowości Winseler. Liczy 1455 mieszkańców (1 stycznia 2023). Graniczy z Belgią.

## Podział administracyjny
Do gminy należy osiem miejscowości, w tym siedem (Uertschaft) oraz jeden lieu-dit: 
1. Berlé (Bärel / Berl)
2. Doncols (Donkels / Donkols)
3. Grumelscheid (Grëmmelescht / Grümelscheid)
4. Noertrange (Näertrech / Nörtringen)
5. Pommerloch (Pommerlach)
6. Schleif (Schleef), lieu-dit
7. Sonlez (Soller)
8. Winseler (Wanseler)